# أندريا ميتشيل
أندريا ميتشيل (بالإنجليزية: Andrea Mitchell)‏ هي مذيعة أخبار وصحفية أمريكية، ولدت في 30 أكتوبر 1946 في نيويورك في الولايات المتحدة.

## وصلات خارجية
- أندريا ميتشيل على موقع IMDb (الإنجليزية)
- أندريا ميتشيل على موقع إن إن دي بي (الإنجليزية)
- أندريا ميتشيل على موقع قاعدة بيانات الفيلم (الإنجليزية)